# Banksia dallanneyi
Espèce
Classification phylogénétique
Banksia dallanneyi est une espèce de plante buissonnante appartenant au genre Banksia de la famille des Proteaceae. C'est une espèce endémique qui ne se trouve que dans le Sud-Ouest de l'Australie occidentale.
Il peut atteindre 3 m de haut.